# Theridion melanoprorum
Theridion melanoprorum är en spindelart som beskrevs av Tamerlan Thorell 1895. Theridion melanoprorum ingår i släktet Theridion och familjen klotspindlar.
Artens utbredningsområde är Myanmar. Utöver nominatformen finns också underarten T. m. orientale.